# Franklin Gomes Souto

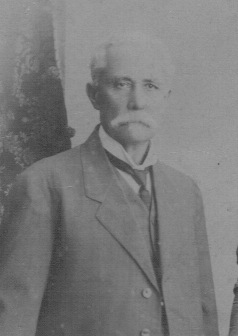
Franklin Gomes Souto, c.1910

Franklin Gomes Souto (Alegrete, 31 de março de 1844 - Alegrete, 26 de setembro de 1917) foi um advogado, político e abolicionista brasileiro.

## Origens e formação
Oriundo de família tradicional de militares e comerciantes portugueses radicados no Rio de Janeiro durante o século XVIII, Franklin Gomes Souto nasceu na cidade de Alegrete (Rio Grande do Sul) em 1844, em meio a uma disputa familiar por terras no atual município de Rosário do Sul. Graduou-se em Ciências Jurídicas e Sociais pela Faculdade de Direito do Largo de São Francisco, São Paulo, na turma de 1861-1865.

## Abolicionista e advogado
Como advogado na comarca de Alegrete na segunda metade do século XIX, Souto representou pro bono inúmeros escravos da região em processos de alforria. Foi um dos primeiros abolicionistas a pleitear com sucesso a aplicação da lei de abolição do tráfico negreiro, formalmente em vigor desde 1831, para libertar escravos que tivessem viajado ao Uruguai. Estima-se que cerca de cem escravos tenham sido libertados graças a esse expediente.

## Político e filantropo

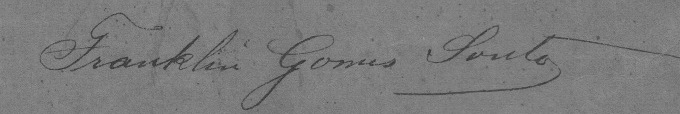
Assinatura de Franklin Gomes Souto

Com a proclamação da República, Souto elegeu-se para a Câmara Municipal alegretense. Foi provedor da Santa Casa de Caridade de Alegrete em 1892 e 1893.
Franklin Gomes Souto era irmão de José Veloso Gomes Souto, administrador de Alegrete entre 1853 e 1856, e de Amaro Gomes Souto, primeiro Prefeito do Município de Rosário do Sul.